# هند بنت مكتوم بن جمعة آل مكتوم
الشيخة هند بنت مكتوم بن جمعة آل مكتوم (12 فبراير 1962-). هي زوجة الشيخ محمد بن راشد آل مكتوم حاكم دبي. تزوجا في 26 أبريل 1979، وهي والدة 12 من أبناء زوجها الثلاثين، من بينهم ولي عهده، الشيخ حمدان بن محمد بن راشد آل مكتوم، ولي عهد دبي.
منحت جائزة المرأة العربية في العمل الإنساني للعام 2020.

## حياتها الخاصة

### النسب
هند هي حفيدة جمعة بن مكتوم آل مكتوم وهي أيضا ابنة الشيخ مكتوم بن جمعة آل مكتوم الذي توفي في عام 2009.
والدتها الشيخة شيخة بنت سعيد بن مكتوم آل مكتوم. 

### الزواج
في عام 1979 وعن عمر يناهز ال 17 عاما، تزوجت من ابن خالها الشيخ محمد بن راشد الذي كان يكبرها ب 13 أو 14 عاما. كان زواجهما أول حدث عام رئيسي في دبي، وقد اتخذت ترتيبات مفصلة للاحتفال بالحدث، وكان حفل الزفاف واحد من أفخم الاحتفالات أقيمت مراسمه الاحتفالية قرابة الـ7 أيام. بني الملعب بسعة تكفي لاستضافة 20,000 متفرج، شمل حفل الزفاف استعراض الخيول وركوب الجمال وعرض العاب جوية من قبل سلاح الجو دبي.
حضر الحفل الآباء المؤسسين لدولة الإمارات؛ الشيخ زايد بن سلطان آل نهيان والشيخ راشد بن سعيد آل مكتوم، وحشد ضخم من كبار الشخصيات إلى جانب توافد جماهيري كبير للمشاركة في هذه المناسبة، حيث يقدر عدد المشاركين الذين حضروا الاحتفالات في استاد دبي فقط أكثر من 20 ألف شخص.

### الأبناء
1. الشيخة حصة بنت محمد آل مكتوم (مواليد 6 نوفمبر 1980) زوجة الشيخ سعيد بن دلموك بن جمعة آل مكتوم في عام 2008.
2. الشيخ راشد بن محمد آل مكتوم (12 نوفمبر 1981 - 19 سبتمبر 2015).
3. الشيخ حمدان بن محمد بن راشد آل مكتوم (مواليد 14 نوفمبر 1982)، ولي عهد دبي.
4. الشيخ مكتوم بن محمد آل مكتوم (مواليد 24 نوفمبر 1983)، نائب حاكم دبي
5. الشيخ أحمد بن محمد آل مكتوم (مواليد 7 فبراير 1987)
6. الشيخ سعيد بن محمد آل مكتوم (مواليد 20 مارس 1988)
7. الشيخة لطيفة بنت محمد آل مكتوم (مواليد 30 مارس 1989) زوجة ولي العهد الأمير محمد بن حمد بن محمد الشرقي في عام 2009.
8. الشيخة مريم بنت محمد آل مكتوم (مواليد 11 يناير 1992) زوجة الشيخ خالد بن محمد بن حمدان آل نهيان
9. الشيخة شيخة بنت محمد آل مكتوم (مواليد 20 ديسمبر 1992) زوجة الشيخ ناصر بن حمد آل خليفة ابن ملك مملكة البحرين في عام 2009.
10. الشيخة فطيم بنت محمد آل مكتوم (مواليد 22 يوليو 1994)
11. الشيخة سلامة بنت محمد آل مكتوم (مواليد 8 أغسطس 1999)
12. الشيخة شما بنت محمد آل مكتوم (مواليد 13 نوفمبر 2001)

## النشاطات

### بطولة المرأة الرياضية
انطلقت البطولة في 17 ديسمبر، 2012، في مركز دبي التجاري العالمي والذي نظمته لجنة رياضة المرأة في مجلس دبي الرياضي، تحت رعاية الشيخة هند بنت مكتوم بن جمعة آل مكتوم وتحت إشراف ابن الشيخة هند الشيخ حمدان ولي عهد دبي رئيس مجلس دبي الرياضي. وتهدف الدورة الرياضية لتشجيع النساء على الخروج والمشاركة بنشاط في أنشطة اللياقة البدنية والرياضة.

### المساهمة في الأعمال الخيرية والتبرعات
في يناير 2013، تبرعت الشيخة هند بثلاث طائرات لنقل مشجعي الفريق الوطني لكرة القدم الإمارات العربية المتحدة من المنامة في البحرين إلى دبي بعد فوز الإمارات على الكويت في الدور قبل النهائي لبطولة كأس الخليج 2013. وأعرب المجتمع الرياضي بشكل عام والاتحاد الأوروبي بشكل خاص عن تقديره للمبادرة.
في يونيو 2013، تبرعت الشيخة هند بنت مكتوم في البرامج الخيرية لشهر رمضان المبارك بـ 4100 بطاقة تموينية ذكية وتهدف إلى توزيع المواد الغذائية الأساسية للأسر المحتاجة والفقيرة في إمارة دبي والمناطق الشمالية.